# Sergio Ubillús
Sergio Ubillús (Chiclayo, 1 de enero de 1980) es un exfutbolista peruano. Jugaba de lateral izquierdo y tiene 45 años.

## Clubes
| Club                      | País | Año         |
| ------------------------- | ---- | ----------- |
| América Cochahuayco       | Perú | 1999        |
| Universitario de Deportes | Perú | 2000 - 2001 |
| Juan Aurich               | Perú | 2002        |
| Cienciano                 | Perú | 2003        |
| Sport Boys                | Perú | 2003        |
| Universidad de San Martín | Perú | 2004 - 2006 |
| Sport Áncash              | Perú | 2007 - 2008 |
| Universidad César Vallejo | Perú | 2009        |
| Total Chalaco             | Perú | 2009 - 2010 |
| Cobresol                  | Perú | 2011 - 2012 |
| Los Caimanes              | Perú | 2013        |
| Alianza Universidad       | Perú | 2014        |

## Palmarés

### Campeonatos nacionales
| Título                    | Club                      | País | Año  |
| ------------------------- | ------------------------- | ---- | ---- |
| Segunda División del Perú | América Cochahuayco       | Perú | 1999 |
| Primera División del Perú | Universitario de Deportes | Perú | 2000 |
| Segunda División del Perú | Los Caimanes              | Perú | 2013 |